# Gavin Flood
Gavin D. Flood (Londres, 1954) es un indólogo británico.
Creció cerca de Brighton, en la costa del mar, a una hora al sur de Londres.
Se graduó en Estudios Religiosos y realizó estudios de posgrado (maestría y doctorado) en la Universidad de Lancaster. Después dio clases en la Universidad de Bath Spa. Más tarde fue profesor de Estudios Religiosos en el Departamento de Teología y Estudios Religiosos de la Universidad de Gales (en Lampeter), donde fue codirector de estudios de posgrado en Cultura y Espiritualidad.
Ha sido profesor de Religión en la Universidad de Stirling y en la Universidad de Stirling.
Desde octubre de 2005 es director académico de The Oxford Centre for Hindu Studies (centro oxfordiano para estudios hinduistas).
En 2008, Flood recibió el título de profesor de Estudios Hinduistas y Religiones Comparadas en la Universidad de Oxford.
Flood es responsable de los programas académicos existentes en el Centro y en el desarrollo de nuevos programas.
Gavin Flood es un estudioso de las religiones comparadas, con especialización en el shivaísmo y la fenomenología.
Sus intereses de investigación abarcan las tradiciones del sur de Asia.
Flood ha sido profesor en las tradiciones del sur de Asia, en particular el tantra hinduista, y tiene intereses de investigación en los textos sagrados, la fenomenología, el ascetismo y la teoría y método en el estudio de la religión. Ha publicado artículos en revistas sobre estudios religiosos, como Religion and Numen y en revistas sobre indología como Indo-Iranian Journal y el Wiener Zeitschrift für die Kunde Südasiens.
Ha viajado extensamente por toda la India y ha llevado a cabo investigaciones en el estado de Kerala.
Su investigación actual se desarrolla más allá de la India a través de revisitar la idea de religiones comparadas, y en la exploración de la relación entre el yo, los textos y las tradiciones cruzadas entre culturas.
Está casado con la artista china Emma Kwan, y vive en Oxford.

## Publicaciones[9]
- Body and cosmology in kashmir saivism. San Francisco: Mellen Research University Press, 1993.
- Coautor de Rites of passage, con J. Holm, y J. W. Bowker. Pinter Pub Ltd, 1994.
- Introduction to hinduism. Cambridge University Press, 1996 (traducción española Madrid, Cambridge University Press, 1998 / segunda edición española con nuevo prólogo, Madrid, Akal, 2008)
- Beyond phenomenology: rethinking the study of religion. Londres: Cassell, 1999
- Editor de The Blackwell Companion to Hinduism o The Blackwell Companion to Sociology of Religion, de R. K. Fenn. Oxford: Blackwell Publishers, 2003.
- The ascetic self: subjectivity, memory and tradition. Cambridge University Press, 2004.
- The tantric body: the secret tradition of hindu religion. Londres: I. B. Tauris, 2006.
- Editor general de la serie Studies in Tantric Traditions, de Routledge.
- The importance of religion: meaning in our strange world. Wiley-Blackwell, 2012.
- The Bhagavad Gita: a new translation. Norton, 2012.